# Heinrich Andreas Contius
Heinrich Andreas Contius, auch Cuntius (* 1708 in Halle an der Saale, Herzogtum Magdeburg; † 1795 in Wolmar, Gouvernement Livland) gilt als der bedeutendste Orgelbauer im Baltikum im 18. Jahrhundert.

## Leben
Heinrich Andreas Contius wurde 1708 als Sohn des Orgelbauers Christoph Cuntzius in Halle geboren. 1732 ist er als Geselle von Joachim Wagner nachgewiesen. Seine eigene Werkstatt hatte er zunächst in Altenburg. Seit 1736/37 wirkte Contius in Halle und Umgebung. Von 1748 ist ein Empfehlungsschreiben von Johann Sebastian Bach zu seinen Gunsten für den geplanten Orgelneubau in der Unterkirche in Frankfurt (Oder) bekannt, danach ein Schreiben an Contius selber. Den Auftrag erhielt er aber nicht.
1760 kam Heinrich Andreas Contius nach Riga im russländischen Gouvernement Livland, wo er eine Orgel für die St.-Jakobs-Kirche baute. Danach wirkte er in Reval im Gouvernement Estland. 1771 kehrte er nach Riga zurück und erhielt 1773 den Auftrag für einen Neubau in der großen Dreifaltigkeitskirche in Libau im Herzogtum Kurland, der 1779 fertiggestellt wurde. In Wolmar in Livland eröffnete Contius zusammen mit Johann Andreas Stein d. J. (1752–1821) aus Heidelsheim (Baden) eine Werkstatt, der danach weitere Orgeln baute (1787 Cēsis, St. Johannis, 1788 Wohlfahrtskirche in Ēvele).

## Werke (Auswahl)
Von Heinrich Andreas Contius sind einige Orgelneubauten, sowie Reparaturen und ein Wartungsauftrag im Herzogtum Magdeburg, in Kurland und Estland bekannt. Erhalten sind der größte Teil der Orgel in Liepāja (Libau), sowie der Prospekt in der St.-Jakobs-Kathedrale in Riga. Eine Replik der Orgel in Libau wird seit 2016 im belgischen Leuven (Löwen) gebaut.
| Jahr      | Ort           | Kirche                | Bild | Manuale | Register | Bemerkungen |
| --------- | ------------- | --------------------- | ---- | ------- | -------- | --- |
| 1739      | Halle (Saale) | St. Ulrich            |      |         |          | Erneuerung der Orgel |
| 1743      | Halle (Saale) | St. Bartholomäus      |      | II/P    | 22       | Neubau, 1904 ersetzt, Prospekt erhalten |
| 1744      | Glaucha       | St. Georgen           |      | II/P    | 28       | Neubau nach Kirchenbrand, 1862/63 ersetzt |
| 1750      | Dieskau       | St. Anna              |      | II/P    | 22       | Neubau, 1931 verbrannt |
| 1751      | Wallwitz      |                       |      |         |          | Neubau? (Ungewiss ob dieser zustande kam) |
| 1759      | Merseburg     | St. Maximi            |      |         |          | Anschlag zur Reparatur mit 120 Taler, nicht ausgeführt |
| 1762 (?)  | Merseburg     | Dom                   |      |         |          | Aufsicht und Wartung der Schloss- und Domorgel |
| 1760–1763 | Riga          | St. Jakobi            |      | II/P    | 25       | Prospekt erhalten, Neubau |
| 1768      | Reval         | St. Nikolai           |      | III     |          | Renovierung der Orgel von 1668 |
| 1773–1779 | Liepāja       | Dreifaltigkeitskirche |      | II/P    | 38       | Neubau in Prospekt und mit Teilen der Orgel von Johann Heinrich Joachim von etwa 1750, mehrfach erweitert, zuletzt von Barnim Grüneberg 1885 zur damals größten Orgel der Welt mit IV/P, 131, erhalten → Orgel; seit 2016 Replik in Sint Michiel in Leuven (Belgien) |
| 1780      | Wolmar        | St. Simonis           |      |         |          | |
| 1783      | Riga          | Reformierte Kirche    |      | II/P    | 14       | Neubau, nicht erhalten |